# Salteras
Salteras és una localitat de la província de Sevilla, Andalusia, Espanya. L'any 2005 tenia 4.142 habitants. La seva extensió superficial és de 57 km² i té una densitat de 72,7 hab/km². Les seves coordenades geogràfiques són 37° 25′ N, 6° 06′ O. Està situada a una altitud de 152 metres i a 12 kilòmetres de la capital de la província, Sevilla.

## Demografia
| 1998  | 1999  | 2000  | 2001  | 2002  | 2003  | 2004  | 2005  | 2006  | 2007  |
| ----- | ----- | ----- | ----- | ----- | ----- | ----- | ----- | ----- | ----- |
| 2.913 | 2.986 | 3.064 | 3.227 | 3.391 | 3.611 | 3.708 | 4.142 | 4.781 | 5.089 |